# Lendowo-Budy
Lendowo-Budy – wieś w Polsce położona w województwie podlaskim, w powiecie wysokomazowieckim, w gminie Nowe Piekuty.
W latach 1975–1998 miejscowość administracyjnie należała do województwa łomżyńskiego.
Wierni kościoła rzymskokatolickiego należą do parafii św. Kazimierza w Nowych Piekutach.

## Historia wsi
Na mapie Królestwa Polskiego z roku 1839 w obszarze współczesnej wsi Lendowo-Budy wykazano nazwę Osada Leśna. Pracowali tu prawdopodobnie robotnicy zajmujący się wypalaniem węgla drzewnego i pozyskiwaniem innych dóbr leśnych. Budowane tymczasowo prymitywne domy nazwano budami. Pracownicy ci przebywali tu zapewne w pierwszej połowie XIX wieku. Miana Budy używano dla tego miejsca również po ich odejściu.
Wieś powstała na gruntach folwarku Markowo Wielkie, którego część południowa leżała w obrębie Cesarstwa Rosyjskiego, a północna w Królestwie Kongresowym. Około roku 1880 właściciel rozprzedał 12 włók ziemi z części północnej drobnej szlachcie z powiatu mazowieckiego.
Początkowo nazwana Budy. Zatwierdzona przez władze nazwa Lendowo ustalona na cześć księdza Lendo, administratora parafii Piekuty, a następnie Jedwabne w powiecie kolneńskim.
Pod koniec XIX w. miejscowość liczyła 7 domów i 48 mieszkańców. Gruntu w glebie średniej włók 12. Koło wsi zarośli na opał podostatkiem.
W 1891 roku 6 drobnoszlacheckich gospodarzy pracowało na 193 ha: z czego grunty orne zajmowały 129 ha, lasy – 4, łąki – 18..
W roku 1921 w Lendowie-Budach naliczono 9 budynków z przeznaczeniem mieszkalnym oraz 72 mieszkańców (31 mężczyzn i 41 kobiet). Narodowość polską podało 69 osób, a 3 inną. Wyznanie rzymskokatolickie zgłosiło 65 osób, a prawosławne 7.
Potomkowie pierwszych rodzin zasiedlających wieś mieszkają tu do dzisiaj.

## Współcześnie
W 2021 roku w Lendowie-Budy znajduje się  9 domów z 23 mieszkańcami zajmujących się malejącą z roku na rok uprawą roli i hodowlą,krów.
Miejscowość położona jest 7 km na południowy wschód od gminnych Nowych Piekut, przy drodze Markowo-Wólka – Hodyszewo. 